# Rolando Panerai
Rolando Panerai (ur. 17 października 1924 w Campi Bisenzio, zm. 22 października 2019 w Settignano) – włoski śpiewak operowy, baryton, wyróżniający się ciemną barwą głosu i umiejętnością przekonującego odtwarzania zarówno ról dramatycznych, jak i komicznych.
Chociaż urodził się w okolicach Florencji, muzyczne wykształcenie zdobywał głównie w Neapolu. Zadebiutował rolą Faraona w mniej znanej operze Gioacchino Rossiniego Mojżesz w Egipcie w tamtejszym teatrze. W 1951 r. ugruntował swoją popularność grając Simona Boccanegrę w operze pod tym samym tytułem oraz Sharpless w Madame Butterfly. W tym samym roku uczestniczył w nagrywaniu mniej znanych oper Giuseppe Verdiego (jak Joanna d’Arc czy Bitwa pod Legnano dla telewizji RAI. W latach 50. zagrał większość wielkich barytonowych ról Verdiego – hrabiego di Lunę w Trubadurze, Rigoletta, Germonta w Traviacie oraz Amonasro w Aidzie. Wystąpił także w dwóch najsłynniejszych włoskich operach werystycznych – jako Alfio w Rycerskości wieśniaczej i Tonio w Pajacach.
Równie wysoko cenione były jego interpretacje ról komicznych – Figara w Weselu Figara, Leporella w Don Giovannim, Figara w Cyruliku sewilskim, Belcore’a i Dulcamary w Napoju miłosnym i Don Pasquale’a.
Nagrał wiele płyt, z których najsłynniejsza była produkcja Trubadura z Marią Callas jako Leonorą i Giuseppe Di Stefano w roli tytułowej. Oficjalnie nigdy nie skończył kariery, w 2000 r. wystąpił ponownie jako Georges Germont we francuskiej telewizyjnej produkcji Traviaty i zadziwił dobrą formą mimo podeszłego wieku.